# Annika Blendl

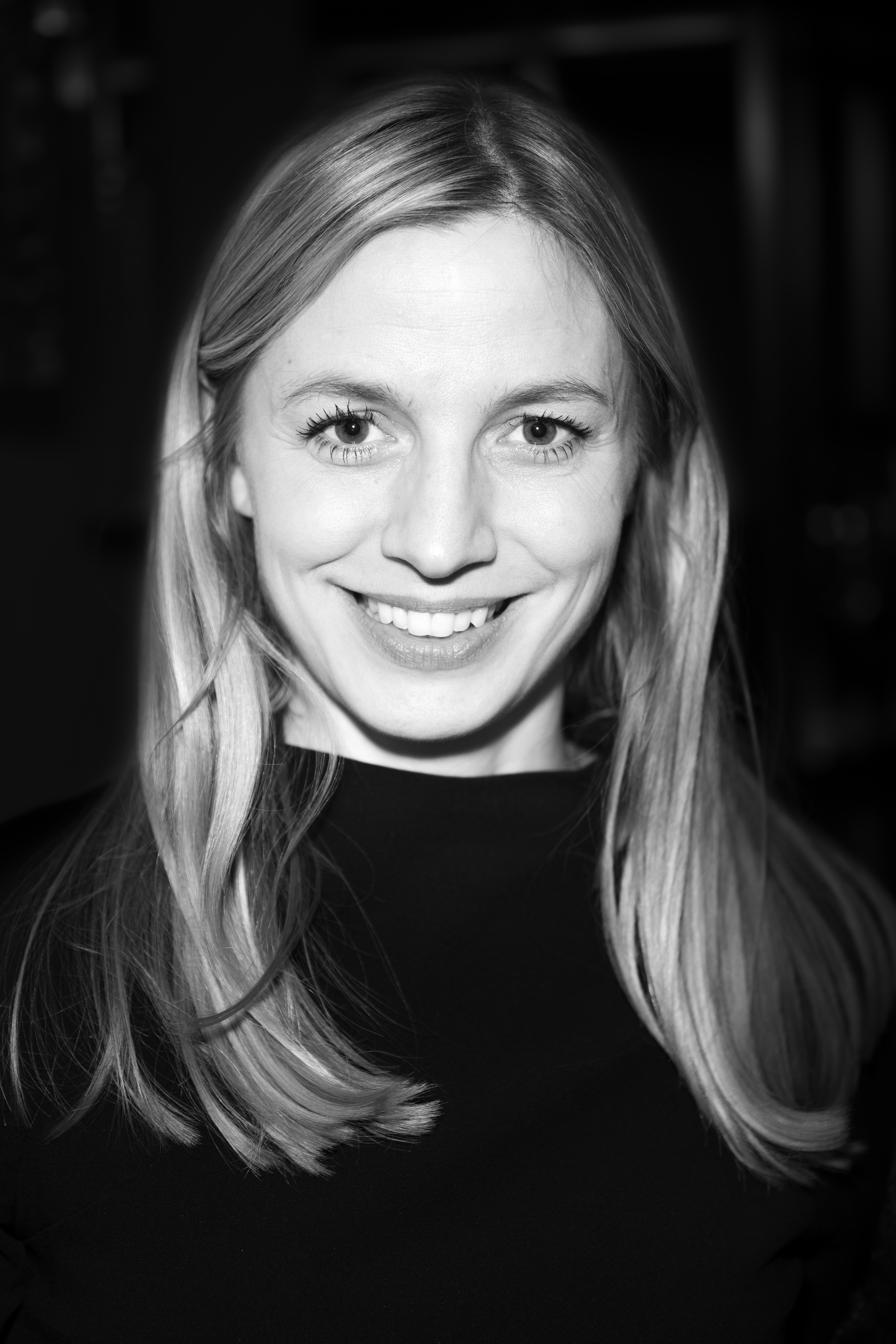
Annika Blendl (2019)

Annika Greta Blendl (* 16. Juni 1982 in Regensburg) ist eine deutsche Schauspielerin und Regisseurin sowie Filmproduzentin.

## Leben

### Frühe Jahre
Annika Blendl wuchs mit fünf Geschwistern auf. Ihren künstlerischen Werdegang begann sie als Schülerin mit dem Geigenspiel. Sie gewann zweimal in Folge den ersten Preis beim bundesweiten Nachwuchswettbewerb Jugend musiziert. Nach dem Abitur ging sie von Köln nach Berlin, um Schauspielerin zu werden, dem Vorbild ihrer älteren Schwester Mareile folgend. Sie drehte zunächst Werbespots und arbeitete als Model für verschiedene Modehäuser. 2004 folgte für Blendl nach der Begegnung mit dem Regisseur Schorsch Kamerun am Schauspielhaus in Zürich eine Zusammenarbeit für die Theaterproduktion Die Schneekönigin nach dem Märchen von Hans Christian Andersen.

### Film und Fernsehen
Ohne Schauspielausbildung erhielt Blendl ab 2002 ihre ersten Fernsehrollen. Sie debütierte in der Hauptrolle der Lisa Nordbrock in dem Fernsehfilm Love Crash.
Blendl übernahm Rollen in Kinofilmen wie 2004 in Michael Kliers Farland, 2005 in Christian Petzolds Gespenster oder 2007 in Stephan Geenes After Effect. Das Jahr 2008 beschloss sie mit der titelgebenden Hauptrolle in Matthias Tiefenbachers Fernsehkrimi Die Schöne vom Beckenrand der ZDF-Reihe Ein starkes Team und mit einer Gastrolle im Polizeiruf 110 unter der Regie Alain Gsponers. Daneben hatte sie Hauptrollen in den Regiedebüt- bzw. Hochschulabschluss-Filmen Maria am Wasser von Thomas Wendrich (2006) und Transit von Philipp Leinemann (2010).
2007 spielte Blendl in der vierteiligen Krimireihe Donna Roma als Sophie Heise ihre erste durchgehende Hauptrolle. Von 2014 bis 2020 war sie an der Seite von Pasquale Aleardi als Polizeisekretärin Nolwenn in der ARD-Krimireihe Kommissar Dupin zu sehen. Seit Oktober 2019 ermittelt Blendl als Kommissarin Pia Walther, die den Tod ihres Mannes nicht verkraften kann, unter der Leitung Maike Riems (Anja Kling) im Kommissariat 14 der Mordkommission Leipzig in der ZDF-Krimireihe Das Quartett.

### Regisseurin und Produzentin
2009 nahm Blendl ein Studium der Dokumentarfilmregie an der Hochschule für Fernsehen und Film München auf und gründete 2012 zusammen mit dem Regisseur Michael Schmitt und Regisseurin Leonie Stade die Man on Mars Filmproduktion (Blendl Schmitt Stade GbR). Produziert wurde hier u. a. im Jahr 2015 der Kino-Dokumentarfilm Mollath –  Und plötzlich bist du verrückt über die Strafsache Gustl Mollath. Auch Blendls Abschlussfilm an der HFF, der Spielfilm mit dokumentarischen Elementen All I never wanted, bei dem sie erneut gemeinsam mit Leonie Stade Regie führte, wurde von ihrer Produktionsfirma realisiert.
Im Jahr 2021 entstand gemeinsam mit Madefor Film der Plan, für das ZDF eine Dokumentation über Lady Di zu drehen. Im Herbst desselben Jahres inszenierte Annika Blendl ein historisches Doku-Drama, das die letzten Stunden im Leben der Mutter von Prinz William und Prinz Harry im Jahr 1997 beleuchtet. Am 31. August 2022 jährte sich das tragische Ereignis zum 25. Mal. Das Dokudrama Diana – Die Nacht, in der sie zur Legende wurde zog viele Menschen vor die TV-Bildschirme.
2022 folgte begleitend zur fünfteiligen Serie Asbest die aufwändige Dokumentation SANTA FU – Was der Knast aus dir macht. Im darauffolgenden Jahr war Annika Blendl Regisseurin von zwei Episoden der Reality-Serie Kaulitz & Kaulitz mit Bill und Tom auf Netflix.  Sie war an den Episoden 4 und 6 beteiligt. Die Serie gewährt einen intimen Einblick in das Privatleben der Zwillinge Bill  und Tom Kaulitz, zeigt ihren Alltag in Hollywood und begleitet sie auf ihren Reisen.
2024 übernahm sie die Regie bei der True-Crime-Dokumentation Das Phantom. Auf der Jagd nach Norman Franz, die sich mit einem der meistgesuchten deutschen Gewaltverbrecher beschäftigt. Nachdem sie sich 2023 in der ersten Staffel von Kaulitz & Kaulitz eingearbeitet hatte, übernahm sie 2024 in weiteren Episoden die Regie. Die Dreharbeiten fanden in Mexiko, Hawaii und Los Angeles statt.

### Privates
Annika Blendl ist mit dem Schauspieler Alexander Beyer liiert. Der Beziehung entstammt ein gemeinsamer Sohn.

## Filmografie

### Kinofilme
- 2002: Heimatfilm!
- 2004: Mondlandung
- 2004: Farland
- 2005: Gespenster
- 2006: Maria am Wasser
- 2007: After Effect
- 2009: Zweiohrküken
- 2010: Unkraut im Paradies
- 2010: Transit
- 2012: Reality XL
- 2012: Wir wollten aufs Meer
- 2013: Nowhereman (Dokumentarfilm; Regie, Drehbuch)
- 2013: 9 mois et un coussin
- 2015: Mollath – „und plötzlich bist du verrückt“ (auch Regie, Drehbuch, Produktion)
- 2017: Einmal bitte alles
- 2017: Luna
- 2018: Alles ist gut
- 2019: All I never wanted (Regie, Drehbuch, Produzentin, Darstellerin)

### Fernsehfilme
- 2002: Love Crash
- 2002: Die Frauenversteher – Männer unter sich
- 2003: D.I.K. – Jagd auf Virus X
- 2003: In der Mitte eines Lebens
- 2003: Lotti auf der Flucht
- 2004: Kalter Frühling
- 2006: Lulu
- 2007: Nichts ist vergessen
- 2011: Leppel & Langsam
- 2011: Kissenschlacht
- 2012: Die Jagd nach dem Bernsteinzimmer
- 2012: Balthasar Berg – Sylt sehen und sterben
- 2015: Tod auf der Insel
- 2015: Zweimal lebenslänglich
- 2016: Wenn es Liebe ist
- 2017: Kalt ist die Angst
- 2017: Ein Sommer auf Zypern
- 2021: Eine riskante Entscheidung

### Fernsehserien und -reihen
- 2002: Tatort: Oskar
- 2003: Im Namen des Gesetzes (Folge Manöverspiel)
- 2003: Wolffs Revier (Folge Taxi zum Mond)
- 2003: Tatort: Leyla
- 2003: Tatort: Veras Waffen
- 2003: Abschnitt 40 (2 Folgen)
- 2004: Großstadtrevier (Folge Pillendreher)
- 2004: SK Kölsch (Folge Die Liebesfalle)
- 2004: SOKO Wismar (Folge Gelegenheit macht Diebe)
- 2005: Die Rettungsflieger (Folge Ins Leben zurück)
- 2006: Die Familienanwältin (Folge Die Überlebende)
- 2006, 2012: SOKO Köln (verschiedene Rollen, 2 Folgen)
- 2006, 2009: Kommissar Stolberg (verschiedene Rollen, 2 Folgen)
- 2006–2009: Heimatgeschichten (3 Folgen)
- 2006: Da kommt Kalle (Folge Jugendsünde)
- 2007: Donna Roma (4 Folgen)
- 2007: Der letzte Zeuge (Folge Die Handschrift des Mörders)
- 2007: Tatort: Racheengel
- 2008: Mord mit Aussicht (Folge Waldeslust)
- 2008: GSG 9 – Ihr Einsatz ist ihr Leben (Folge Endstation)
- 2008: Polizeiruf 110: Wie ist die Welt so stille
- 2008: Unschuldig (2 Folgen)
- 2008, 2015: Der Kriminalist (verschiedene Rollen, 2 Folgen)
- 2009: Ein starkes Team: Die Schöne vom Beckenrand
- 2009: Marie Brand und das mörderische Vergessen
- 2011: Danni Lowinski (Folge Falsche Wahl)
- 2011: Bella Block: Stich ins Herz
- 2011: Tatort: Das schwarze Haus
- 2011: Tatort: Ein ganz normaler Fall
- 2012: Das Duo: Der tote Mann und das Meer
- 2012: Ein starkes Team: Schöner Wohnen
- 2012: Die letzte Spur (Folge Verantwortung)
- 2014: Kommissarin Heller: Der Beutegänger
- 2014: Alarm für Cobra 11 – Die Autobahnpolizei (Folge Der Wettkampf)
- 2014: Die Familiendetektivin (Folge Doppelleben)
- 2014–2020: Kommissar Dupin
  - 2014: Bretonische Verhältnisse
  - 2014: Bretonische Brandung
  - 2015: Bretonisches Gold
  - 2017: Bretonischer Stolz
  - 2017: Bretonische Flut
  - 2018: Bretonisches Leuchten
  - 2019: Bretonische Geheimnisse
  - 2020: Bretonisches Vermächtnis
- 2015, 2023: Die Chefin (verschiedene Rollen, 2 Folgen)
- 2015: Tatort: Wer Wind erntet, sät Sturm!
- 2015: Liebe am Fjord – Unterm Eis
- 2015, 2019: Ein Fall für zwei (verschiedene Rollen, 2 Folgen)
- 2016, 2021: Der Alte (verschiedene Rollen, 2 Folgen)
- 2016: Wilsberg: Mord und Beton
- 2018, 2024: Der Staatsanwalt (verschiedene Rollen, 2 Folgen)
- 2019: Zimmer mit Stall: Berge versetzen
- seit 2019: Das Quartett
  - 2019: Der lange Schatten des Todes
  - 2020: Das Mörderhaus
  - 2021: Die Tote vom Balkon
  - 2022: Dunkle Helden
  - 2023: Tödliche Lieferung
  - 2023: Mörderischer Pakt
- 2020: Der Bergdoktor (Folge Mutterlügen)
- 2020: Ein starkes Team: Parkplatz bitte sauber halten
- 2020: Tatort: Unter Wölfen
- 2021: Tatort: Rettung so nah
- 2022: Harter Brocken: Das Überlebenstraining
- seit 2024: Der Alte
  - 2024: Der Alte: Das gute Leben
  - 2024: Der Alte: Racheengel
  - 2025: Der Alte: Blume des Bösen
  - 2025: Der Alte: Zwischenstation
  - 2025: Der Alte: Der letzte Song
  - 2025: Der Alte: Über dem Limit
  - 2025: Der Alte: Alles weg
  - 2025: Der Alte: Bevorzugt behandelt
  - 2025: Der Alte: Abgepfiffen
  - 2025: Der Alte: Der König von Maierbrunn

## Theater
- 2004 Die Schneekönigin, Schauspielhaus Zürich